# Dissmeryngodes
Dissmeryngodes is een vliegengeslacht uit de familie van de roofvliegen (Asilidae).

## Soorten
- D. amapa Artigas & Papavero & Serra, 1991
- D. anticus (Wiedemann, 1828)
- D. iracema Artigas & Papavero & Serra, 1991
- D. nigripes (Macquart, 1838)
- D. spiculatus (Hull, 1962)